# Karl Wilhelm von Wegern
Karl Wilhelm von Wegern (* 16. Oktober 1785 in Tarnowitz; † 18. Januar 1850 in Danzig) war ein preußischer Generalmajor und Kommandant der Festung Weichselmünde.

## Leben

### Herkunft
Er war der Sohn des Bürgermeisters von Schwiebus Karl Ferdinand von Wegern (1734–1797) und dessen Ehefrau Maria, geborene von Rothenburg. Sein Vater war in seiner Jugend Page des Prinzen Heinrich von Preußen.

### Leben
Wegern trat am 13. November 1800 als Gefreitenkorporal in das Mineurkorps der Preußischen Armee. Am 17. November 1801 wurde er Sekondeleutnant, in das Mineurkorps nach Graudenz versetzt und nahm während des Vierten Koalitionskrieges an der erfolgreichen Verteidigung der Festung teil. Dafür bekam er am 8. Dezember 1809 eine besondere Anerkennung. Nach dem Frieden von Tilsit wurde Wegern am 12. Februar 1810 in das Ingenieurkorps versetzt und am 27. August 1813 zum Premierleutnant befördert.
Während der Befreiungskriege nahm er an der Einnahme von Thorn teil und erhielt dafür das Eiserne Kreuz II. Klasse sowie den Orden des Heiligen Wladimir IV. Klasse. Wegern nahm außerdem an den Schlachten bei Großgörschen, Leipzig und Paris sowie der Belagerung von Wittenberg und dem Sturm auf Arnheim teil. In der Zeit wurde er am 22. Januar 1814 zum Stabskapitän befördert.
Am 13. Juni 1815 kam er dann als Kapitän II. Klasse zurück zum Ingenieurskorps nach Graudenz. Am 20. April 1816 kam er als Kapitän I. Klasse zur 1. Ingenieurbrigade. Am 10. Januar 1821 wurde er dann als Kommandeur der 1. Pionier-Abteilung nach Danzig versetzt. Wegern avancierte am 19. März 1826 mit Patent vom 14. März 1826 zum Major. Als solcher wurde er am 14. Juli 1828 in die 2. Ingenieur-Inspektion versetzt und am 30. März 1837 zum Kommandanten der Festung Weichselmünde ernannt. Am 22. April 1837 bekam er die Erlaubnis die Armeeuniform zu tragen. Am 30. März 1839 wurde er dort zum Oberstleutnant und am 10. September 1840 zum Oberst befördert. Am 19. März 1844 wurde er mit den Charakter als Generalmajor zur Disposition gestellt. Er starb am 18. Januar 1850 in Danzig, wo er am 21. Januar 1850 auf dem St. Katharinen-Friedhof beigesetzt wurde.

### Familie
Wegern heiratete am 17. November 1806 in Graudenz Johanna Karoline Martini (1784–1837), die Tochter des Großbürgers Martini aus Graudenz. Das Paar hatte mehrere Kinder:
- Auguste Luise Amalie (1808–1889) ⚭ Hermann Julius Freiherr von der Goltz (1809–1856)[3]
- Karl Wilhelm Louis (* 1809)
- Adelheid Eloise Mathilde (* 1813)
- Elise Ottilie (* 1815)
- Adolf Robert Eugen (* 1816)
- August Julius (1817–1884), Schauspieler ⚭ Luise Müller (1825–1876), Eltern von Carl Eduard von Wegern (1852–1916), Amerikanischer Musiker und Komponist[4][5]
- Karoline Juliane Auguste (1821–1829)
- Ferdinand Wilhelm (* 1823)

Nach dem Tod seiner ersten Frau heiratete er am 18. Juli 1839 in Danzig Albertine Amalie Ludowike Sachse (1811–1886), eine Tochter des Hauptmanns Andreas Gottfried Sachse. Das Paar hatte zwei Kinder:
- Ernst Emil Hugo (1840–1841)
- Kurt Oskar Theodor (1842–1847)